# 2009 en combiné nordique
| Années du combiné nordique : 2006 - 2007 - 2008 - 2009 - 2010 - 2011 - 2012    |
| Décennies du combiné nordique : 1970 - 1980 - 1990 - 2000 - 2010 - 2020 - 2030 |

Cette page reprend les résultats de combiné nordique de l'année 2009.

## Coupe du monde
Le classement général de la Coupe du monde 2009 fut remporté par le Finlandais Anssi Koivuranta devant le Norvégien Magnus Moan et l'Américain Bill Demong, qui occupait déjà cette place l'année précédente.

### Coupe de la Forêt-noire
La coupe de la Forêt-noire 2009 fut remportée par le Finlandais Anssi Koivuranta.

### Festival de ski d'Holmenkollen
Les épreuves de combiné de l'édition 2009 du festival de ski d'Holmenkollen furent remplacées par les épreuves de Coupe du monde de Vikersund.

### Jeux du ski de Lahti
Le gundersen des Jeux du ski de Lahti 2009 fut remportée par le coureur américain Bill Demong. Il s'impose devant le Finlandais Anssi Koivuranta tandis que le Français Jason Lamy-Chappuis se classe troisième de l'épreuve.
Le lendemain, la même épreuve verra la victoire du Norvégien Magnus Moan devant le Finlandais Anssi Koivuranta. L'Américain Bill Demong est troisième.

## Championnat du monde

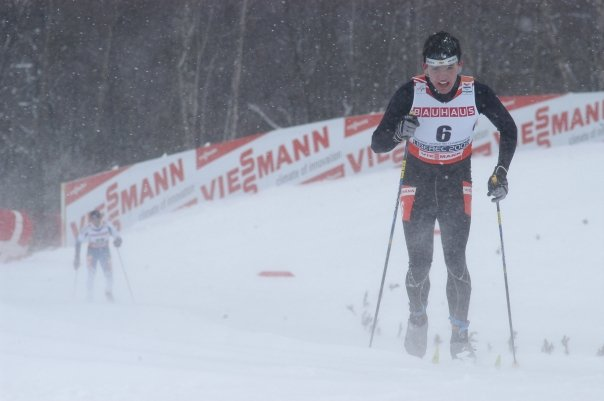
Le fondeur vénézuélien César Baena lors des Championnats du monde.

Le championnat du monde eut lieu à Liberec, en République tchèque. Quatre épreuves sont au programme, ce qui est une nouveauté.
Sur petit tremplin, le gundersen individuel fut remporté par l'Américain Todd Lodwick devant le Norvégien d'origine suisse Jan Schmid. L'Américain Bill Demong est troisième.
Sur grand tremplin, le gundersen individuel fut remporté par l'Américain Bill Demong devant l'Allemand Björn Kircheisen. Le Français Jason Lamy-Chappuis est troisième.
Le départ en ligne voit une nouvelle victoire de l'Américain Todd Lodwick ; il s'impose devant l'Allemand Tino Edelmann. Le Français Jason Lamy-Chappuis est à nouveau troisième.
L'équipe du Japon, composée de Yūsuke Minato, Taihei Katō, Akito Watabe et Norihito Kobayashi, remporte le relais. Elle s'impose devant l'équipe d'Allemagne (Eric Frenzel, Ronny Ackermann, Tino Edelmann & Björn Kircheisen) suivie par l'équipe de Norvège (Mikko Kokslien, Jan Schmid, Petter Tande et Magnus Moan).

## Universiade
L'Universiade d'hiver de 2009 s'est déroulée à Harbin, en Chine.
Le gundersen fut remporté par l'Allemand Steffen Tepel devant le Japonais Chota Hatakeyama. L'Autrichien Benjamin Kreiner est troisième.
Le départ en ligne fut remporté par le Japonais Koichiro Sato devant son compatriote Takehiro Nagai. Le Tchèque Petr Kutal termine troisième.
Le relais vit la victoire de l'équipe du Japon, composée de Takehiro Nagai, Naoki Kaede et Chota Hatakeyama. L'équipe d'Allemagne (Jens Kaufmann, Florian Schillinger & Steffen Tepel) est deuxième, devant l'équipe de Russie (Michail Barinov, Aleksandr Nikiforov & Pavel Bazarov).

## Championnat du monde juniors
Le Championnat du monde juniors 2009 a eu lieu à Štrbské Pleso, en Slovaquie.
Le Gundersen a été remporté par l'Italien Alessandro Pittin devant l'Allemand Johannes Rydzek. Le Norvégien Ole Christian Wendel termine troisième.
Alessandro Pittin a également remporté le sprint. Il s'impose devant le Norvégien Gudmund Storlien tandis que l'Allemand Fabian Rießle est troisième.
L'équipe de Norvège, composée par Thorbjørn Brandt (pl), Ole Christian Wendel, Gudmund Storlien & Truls Sønstehagen Johansen, remporte le relais. L'équipe de France (Geoffrey Lafarge, Wilfried Cailleau, Samuel Guy & Nicolas Martin) est deuxième, devant l'équipe d'Allemagne (Fabian Rießle, Michael Dünkel (de), Wolfgang Bösl & Johannes Rydzek).

## Coupe du monde B
Le classement général de la Coupe continentale 2009 fut remporté par l'Allemand Matthias Menz devant ses compatriotes Ruben Welde et Andreas Günter.

## Grand Prix d'été
Le Grand Prix d'été 2009 a été remporté par le coureur allemand Tino Edelmann. Il s'impose devant le Français Jonathan Felisaz et le Suisse Ronny Heer, déjà troisième du général l'année précédente.

## Coupe OPA
Le jeune Slovène Gašper Berlot remporte la coupe OPA 2009.